# 蛤蜊
蛤蜊（又作蛤蠣），也稱為蛤、文蛤、西施舌、蚌、蜆（廣東話）、花蛤（部分方言误作花甲），是一種雙殼綱貝類的統稱，不一定只限於蛤蜊總科的物種，但一般皆指其中某些可以食用的物種。

## 概述
蛤蜊是對可食用的雙殼綱貝類的泛稱。
在中國古代，蛤、或蚌泛稱具兩片相等的殼的軟體動物，有時特指文蛤。蛤蜊則是指生長在東南沿海中的軟體動物。
在福建地區，蛤蜊通常指泥蚶。
在台灣，可食用的雙瞉貝類都泛稱為蛤蜊，如文蛤、花蛤、粉蛤、竹蛤，相當於古代的蚶、車螯和花蛤。居住在海水中的，臺語稱蚶仔（ham-á），主要是指文蛤。居住在淡水中的，臺語稱蜊仔（lâ-á），或蜆，通常是指臺灣蜆。
雙殼類通常棲於浅海、淡水或河海交界的砂質或泥質的水底。有较高的食用价值。

## 形态
有一束閉殼肌連於兩殼之間，用以閉殼。有強大、肌肉質的足。多數蛤類棲於淺水水域，埋於水底泥沙中免受波浪之擾。蛤將水從進水管吸進，又從出水管排出，從而進行呼吸和攝食。
許多蛤類可食，包括文蛤、花蛤、斧蛤、圓蛤、严蛤、象拔蚌和海螂。

## 引用
1. ↑  【蛤蜊】// 中国社会科学院语言研究所词典编辑室．现代汉语词典 [DB]. 7版．北京：商务印书馆, 2016: 441.
2. ↑  . sohu. 2021-01-23  [2025-03-21] （中文）.
3. ↑  《康熙字典》：「【玉篇】蚌蛤也。【禮·月令】雀入大水爲蛤。【國語註】小曰蛤，大曰蜃。【前漢·地理志】果蓏蠃蛤，食物常足。【註】似蚌而圓。【大戴禮】蚌蛤龜珠，與月盈虧。　又魁蛤。【韻會】一名復累，老服翼所化。　又文蛤。【夢溪筆談】文蛤卽吳人所食花蛤也。　又靈蛤。【酉陽雜俎】仙藥有白水靈蛤。　又萬年蛤。【飛燕外傳】眞臘夷獻萬年蛤。　又山蛤。【本草】在山石中藏蟄，似蝦蟇而大，黃色，能吞氣飮風露。」
4. ↑  《康熙字典》：「【類篇】蛤蜊，蟲名。海蚌也。【本草】生東南海中，白殻紫脣，大二三寸者，閩、浙以其肉充海錯。【南史·王融傳】不知許事，且食蛤蜊。」
5. ↑  凱特 2006.

## 延伸阅读
[在维基数据编辑]
 《欽定古今圖書集成·博物彙編·禽蟲典·蚌部》，出自陈梦雷《古今圖書集成》
 《欽定古今圖書集成·博物彙編·禽蟲典·蛤部》，出自陈梦雷《古今圖書集成》